# شور بیابانی
شور بیابانی، بهوه‌شور (نام علمی: Salsola tomentosa) نام یک گونه از سرده علف شور است.